# Roberts Skujenieks
Roberts Skujenieks, nebo také Robert Skujenieks (* 18. února 1984, Riga) je lotyšský tanečník a člen baletního sboru Národního divadla moravskoslezského a Severočeského divadla opery a baletu v Ústí nad Labem. 

## Život
Pochází z lotyšského hlavního města Riga, kde i studoval konzervatoř, a to Rižskou baletní školu (Rīgas Baleta skola). Školu dokončil v roce 2002 a v témže roce nastoupil do angažmá Národního divadla moravskoslezského v Ostravě. Zde si zahrál několik rolí, jako byl například Farář v Coppélie, Pantalon v Cyranu de Bergerac, Ďábel ve Faustovi, Lesník Hilarion v Giselle, Honzíček a Hospodský v Jakobínu, Sven v Macbethovi, Brabantio v Othellu, Bigsan v Purim aneb Volba osudu, Ježibaba ve Sněhurce a sedm trpaslíků a Mesrin ve Sporu aneb Dotyky a spojení.
Na začátku divadelní sezony 2010/2011 ale nastoupil do angažmá v Severočeském divadle opery a baletu v Ústí nad Labem. Během svého působení v tomto divadle tančil mnoho rolí, například Escamilia v Carmen, Hilariona v Giselle, Berlioze v Láska a vášeň, Joea v Někdo to rád, Demetria ve Snu noci svatojánské, Jima Morrisona v The Beatles – The Doors a Petruccia ve Zkrocení zlé ženy.
Za rok 2012 obdržel cenu Thálie v oboru Balet, pantomima a jiný tanečně-dramatický žánr za ztvárnění role Jima Morrisona v inscenaci The Beatles – The Doors.